# يورغن هيلدبراند
يورغن هيلدبراند (بالألمانية: Jürgen Hildebrandt)‏ (24 يوليو 1948 في ألمانيا - ) هو لاعب كرة يد ألمانيا الشرقية وألماني (وحمل سابقاً جنسية ألمانيا الشرقية). شارك في الألعاب الأولمبية الصيفية 1972.

## وصلات خارجية
- يورغن هيلدبراند على موقع أوليمبيديا (الإنجليزية)